# كريستيان كونتيه
كريستيان كونتيه (بالألمانية: Christian Conteh)‏ (مواليد 27 أغسطس 1999) هو لاعب كرة قدم ألماني يلعب في مركز خط الوسط في نادي فاينورد.

## روابط خارجية
- كريستيان كونتيه على موقع قاعدة بيانات كرة القدم.إي يو (الإنجليزية)
- كريستيان كونتيه على موقع Soccerway.com (الإنجليزية)
- كريستيان كونتيه على موقع عالم كرة القدم.نت (الإنجليزية)